# Round Palagruža Cannonball

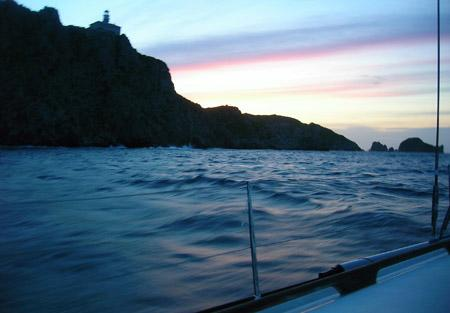
Der Palagruža-Felsen im Morgengrauen

Das Round Palagruža Cannonball (RPC) ist eine Einheitsklassen-Segelregatta, die seit 2008 jährlich in der Adria stattfindet.

## Geschichte
Vorläufer der Regatta waren die Adriatic Offshore Challenge 2005 und 2006, bei denen sich die Akteure kennenlernten. Die Murter Dubrovnik Challenge 2007 war die erste selbst organisierte Regatta, nachdem der Veranstalter Blu Balu in Konkurs gegangen war. Ronnie Zeiller und Miša Strobl waren die beiden führenden Personen, die diese Regatta organisierten.
Ronnie Zeiller und Miša Strobl waren es auch, die im Jahr 2008 als Nautikverein sail attack das erste RPC organisierten.

## Die Route 2008 bis 2019
Es wird ein Rundkurs von etwa 380 Seemeilen zurückgelegt.
Biograd (Start) – Ugljan (bb) – Dugi Otok (bb) – Biševo (stb) – Palagruža (bb) – Mljet (bb) – Korčula (stb) – Hvar (stb) – Biograd (Ziel)
Die genannten Inseln sind Bahnmarken, welche an backbord (bb) bzw. steuerbord (stb), wie oben angeführt zu runden sind.
Für 2020 ist erstmals die Umkehrung der Route im Uhrzeigersinn geplant!

## Preise
- Wanderpreis “Segelguide-Trophy” für das schnellste Schiff (bis 2012)
- Wanderpreis „Spirit of Palagruza – Trophy“ (ab 2013) – Nach dreimaligem Gewinn der Segelguide-Trophy (2010, 2011 und 2012) ging diese in das Eigentum von Martin Hartl über. Martin Hartl stiftete in der Folge für das schnellste Schiff des Round Palagruza Cannonball die „Spirit of Palagruza-Trophy“. Diese ist eine maßstabsgetreue Nachbildung des Palagruza Felsen aus massivem Eisen und mit 78 kg eine der schwersten Sporttrophäen der Welt.
- Wanderpreis “Rote Laterne” von Christoph Nöhrig für den Skipper mit der am längsten in der Wettfahrt gesegelten Zeit (bis 2016)
- Pokale und Medaillen für die ersten 3 Yachten in jeder Einheitsklasse

## Wettbewerbe

### 2008
12.–19. April 2008 (Photosafari um das schönste Bild vom Felsen)
Da die Regatta zwei Tage vor dem Start untersagt wurde, einigten sich die Teilnehmer auf eine Flottillenfahrt unter dem Titel Photosafari nach Palagruža.
Eine Einheitsklasse: Bavaria 42 Match (16 Crews)
Ergebnis
Segelguide-Trophy
Hans Kalhs – Lukas Rupsch / 3COM (Solent) 82:16:26 AUT 
Crew: Alexandra Wollner, Tina Fuchs, Thomas Beutl, Thomas Harbich, Michael Platzer
Rote Laterne
Franz Lederer – Thomas Pramberger (Cowes) 91:43:01 AUT 
Crew: Günter Halmschlager, Robert Schwarz, Eva-Maria Lederer, Danny Adam, Manuel Bekier

### 2009
12.–17. April 2009, Offizielle Regatta
Zwei Einheitsklassen: Bavaria 42 Match (15 Crews) und Dufour 44 performance (6 Crews)
Ergebnis
Segelguide-Trophy – Bavaria 42 Match
Robert Muhr – Maria Kotnig / ANTS (Antigua) 75:11:07
Crew: Barbara Czajka, Peter Czajka, Thomas Czajka, Harald Breitfuß, Robert Jöbstl, Viktoria Kotnig
Dufour 44
Werner Luschnig – Roland Graf (Elba) 86:48:37
Crew: Christine Unterweger, Manfred Preitnegger, Gidi Färbinger, Michael Staber, Colin Frings, Jörg Handhofer
Rote Laterne
Wolfgang Rabhansl – Gregor Winkler / FairEnergy (Minorca – Dufour 44 performance) 92:49:12
Crew: Roland Saßhofer, Herwig Ranger, Christian Höfler, Markus Auinger

### 2010
5.–9. April 2010
Zwei Einheitsklassen: Bavaria 42 Match (18 Crews) und Dufour 44 performance (9 Crews), zusätzlich 2 Class40 Boote.
NW-Wind 35 bis 40 kn machte einigen Crews zu schaffen. In der Folge mussten 9 Schiffe aufgeben.
Ergebnis
Segelguide-Trophy – Bavaria 42 Match
Martin Hartl – Peter Steinkogler / Sailing Team Austria (Saint Tropez) 54:05:59, Crew: Kurt Widhalm, Markus Hofstätter, Harald Hölzl, Andreas Großschädl, Gernot Antosch, Johannes Prack
Dufour 44
Jens Harms – Armin W Rainer / “The Inglorious Basterds” – IG-Segeln (Malta)
Crew: Peter Artenberg, Andreas Kirchner, Stephan Siemens, Hannes Winkler (54:32:30)
Class40
Aljaz Jadek – Pierre Aeschlimann / www.boxx-ocean-racing.com / Olympic Izola (BOXX Ocean Racing)
Crew: Andraž Mihelin, Kristian Hanjzek, Tomaz Copi, Sreco Jadek (45:02:45)
Rote Laterne
Horst Bernhardt – Karl Franck / ASS-Segeln / Mercure (Corsica – Dufour 44 performance)
Crew: Löffler Hans, Löffler Stefan, Höß Stephan, Torsten Kiener, Maier Claus, Bernd Lankau (72:05:54)

### 2011
Zwei Einheitsklassen: Bavaria 42 Match und Bavaria 47c
Ergebnis
Segelguide-Trophy – Bavaria 42 match one design
Martin Hartl (SCS) – Peter Steinkogler (SCE) / Sailing Team Austria (Southampton)
Crew: Gottfried Pössl, Peter Farbowski, Christian Kargl, Simona Höllermann, Christoph Schasching, Harald Wolf (71:17:40)
Bavaria 47c one design
Jan Smitterberg (YCA) – Rudolf Wallner (YCA) (Margarita)
Crew: Hubert Haidn, Erik Himmelsbach, Michael Haberl, Michael Jennewein, Martin Kausal, Kurt Rieck (75:00:28)

### 2012
Zwei Einheitsklassen: Bavaria 42 Match und Bavaria 40CS
Ergebnis
Segelguide-Trophy – Bavaria 42 match one design
Martin Hartl (SCS) – Peter Steinkogler (SCE) / Sailing Team Austria (Sidney)
Crew: Harald Wolf, David Höllinger, Johannes Prack, Stefan Koller, Christoph Schasching, Thomas Tschepen (55:44:43)
Bavaria 47c one design
Lukas Rupsch (IG-Segeln) – Stefan Rainer (YC Zell/See) / mariteam® (Bloody Mary)
Crew: Jutta Mosbach, Jacqueline Lininger, Manfred Tanzer, Elisabeth Bina, Christina Fuchs, Matthias Eckerstorfer, Josef Hirschbichler, Hannes Scharler (61:27:10)

### 2013
Zwei Einheitsklassen: Bavaria 42 Match und Bavaria 40CS
Ergebnis
Spirit of Palagruza – Trophy – Bavaria 40CS one design
Christian Pfann (S4o) – Wolfgang Stumberger (S4o) / sail4one-racing Malemok III)
Crew: David Höllinger (SCA), Berndt Schweiger (S4o), Günter Korn (S4o), Bernd Nawrata (S4o), Clemens Seidl (S4o), Christian Pronay (S4o) (83:12:40)
Bavaria 42 match one design
Christian Fuczik (IG-Segeln) – Ute Wagner (SCTWV) / Team Lost Boys /  (Sydney)
Crew: Marco Bolterauer, Thomas Weber, Matthias Rohm, Ralph Fibinger, Roman Eichinger (84:37:28)

### 2014
Zwei Einheitsklassen: Bavaria 42 Match und Bavaria 40CS
Ergebnis
Spirit of Palagruza – Trophy – Bavaria 42 match one design
Raimund Reissner (IGS) – Wolfgang Singer (ÖSV) / Team Reissner (Cape Town)
Crew: Christian Jenner (SCTWV), Martin Pitzl (IGS), Thomas Murlasits (ÖSV), Gerhard Rapf, Stefan Eigl (IGS) (75:46:50)
Bavaria 40CS one design
Thomas Reisinger (ORCA) – Gernot Graller-Kettler (ÖSV) / Die Neuen  (Long Island)
Crew: Mike Burgstaller (AGS), Michael Tonisch (UYCNs), Johannes Hamminger (SCA, YCA), Ernst Hofmann (ÖSV), Christof Heinisch, Thomas Meindl (Orca) (76:33:00)

### 2015
Zwei Einheitsklassen: Bavaria 42 Match und Bavaria 40CS
Ergebnis
Spirit of Palagruza – Trophy – Bavaria 42 match one design
Peter Stefaner (NSA) – Michael Thomann (Forelle Steyr) (Las Palmas) 51:51:58
Crew: Martin Maier (SVR-Segeln), Martin Schmidt (WSCW), Michael Mayrhofer (NSA), Helmut Schmidt (WSCW), Helmut Winkelströter (IG-Segeln), Robert Kreuzer (SCT)
Bavaria 40CS one design
Christian Pfann (S4o) – Berndt Schweiger (S4o) / sail4one-racing I / MELLER-Textildruck  (Easy Eleven) 52:30:39
Crew: Peter Steinkogler (S4o), Martina Pfann (S4o), Günter Korn (S4o), Roland Schweiger (S4o), Alex M. Müller (S4o)

### 2016
Bei der neunten Auflage des Round Palagruza Cannonball vom 9. April bis 16. April 2016 wurde zusätzlich zu den bestehenden Bootsklassen (Bavaria 42 Match und Bavaria 40CS) die neue Bootsklasse Elan 350 in den Wettbewerb aufgenommen.
Da die Boote für eine Kreuz bei viel Wind nicht optimal sind, lag die Ausfallsrate bei 60%! In der Folge wurde diese Einheitsklasse beim RPC nicht mehr eingesetzt.
Ergebnis
Spirit of Palagruza – Trophy – Bavaria 42 match one design
Christian Fuczik (IG-Segeln) – Ute Wagner (SCTWV) / Team Lost Boys /
Crew: Matthias Rohm, Marco Bolterauer, Lukas Rittler, Benjamin Huber, Paul Hullenaar (80:45:00)
Bavaria 40CS one design
Manuel Lagger (CYC) – Michael Puttinger (YCBS) / HPS Student Team / Graz University of Technology
Crew: Felix Meixner (NCA), Andreas Brugger, Leonhard Puttinger, Patrick Fabian (YCA), Simon Pree, Stefan Simon (83:50:50)
ELAN 350 one design
Maximilian Brückner (NCA) – Philipp Knoch (NCA)
Crew: Andreas Pomianek (YCW), Alexander Walluch (ÖSYC), Eva Randa (YCW), Roland Simmel 84:15:10

### 2017
Zur Jubiläums-RPC (zehnte RPC) gab es erstmals die neuen Bavaria 41 sport (19 Teilnehmer) und als zweite Klasse die bewährten Bavaria 42match (9 Teilnehmer)
2017 wurde erstmals eine Verkürzung der Rennstrecke vorgenommen, sodass es nach Palagruža direkt über Susac zurück nach Biograd ging.
Ergebnis
Bav 42match Einheitsklasse + Blaues Band
Alexandra Lammel (DHH) – Dusan Usenicnik
Crew: Thomas Schmid (DTYC), Igor Erste, Ana Rozman, Evgeni Trenev, Matjaz Begus (74:07:28)
Bav 41s Einheitsklasse
Peter Stefaner (NSA) – Michael Thomann (Forelle Steyr) / perfectliving
Crew: Martin Maier (SVR), Paul Hullenaar (SC-TWV), Paul Klima, Daniela Gutschi (74:52:20)

### 2018
11. Round Palagruza Cannonball in zwei Einheitsklassen (Bavaria 42match und Bavaria 41s) mit insgesamt 30 Booten stark besetzt.
Starker SE-Wind zu Beginn mit entsprechender Wellenhöhe kennzeichneten diese Regatta. Unter Spinnaker im Zadarski Kanal Richtung Nordwest und eine harte Kreuz nach der Rundung von Dugi Otok Richtung Vis/Bisevo. Die Südströmung hielt während der gesamten Wettfahrt, ein Speedrace von Palagruza bis Mljet und danach wieder Spinnaker bis ins Ziel in Biograd. In einem extrem spannenden Dreierduell musste sich RPC-Organisator Ronnie Zeiller dem Mitbegründer des RPC´s Miša Strobl knapp geschlagen geben. Als Dritter kam das Team um Christian Fuczik ins Ziel.
Ergebnis
Bav 42match Einheitsklasse + Blaues Band
Günter Hösele (SYCS) – Piet Van der Kallen (SYCS) / Schilcherlandskipper / WT-Kanzlei Hösele
Crew: Fritjung Steffan (SYCS), Christoph Schasching (SYCS), Thomas Schwarzgruber (SYCS), Harry Paulic (SYCS) (79:41:34)
Bav 41s Einheitsklasse
Miša Strobl (NCA) – Gerhard Tüchler (NCA) / Reef Raff Racing
Crew: Andrea Adler-König (NCA), Robert Holzer (NCA), Mario Reiterer (NCA), Mark Ressel (NCA), Eva Schett (Crew Tauern), Hans-Peter Nauschnegg (NCA) (82:37:15)

### 2019
12. Round Palagruza Cannonball in einer Einheitsklassen (Bavaria 41s), insgesamt 20 Boote.
Bei NW-Wind von 12 bis 26 Knoten in den ersten beiden Tagen segelten die Teilnehmer im Rekordtempo bis zur Südostspitze von Mljet. Dort jedoch, wie so oft Flaute. Langsam ging es den Mljetski Kanal hinauf bis Korcula, wo das Feld erneut in einer Flaute bis zum Abend auf frischen Wind warten musste. Danach ging es mit sehr schönem südlichem Segelwind unter Spinnaker bis ins Ziel nach Biograd. Segeln auf höchstem Niveau mit einem sehr dichten Feld und extrem spannenden Platzierungswechseln kennzeichneten dieses 12. RPC.
Ergebnis (Gesamtsieger)
Christian Fuczik (S4o) – Lukas Rittler (UYCAS) / Team Lost Boys / 
Crew: Matthias Rohm, Benjamin Huber, Marco Bolterauer (71:57:30)

## Streckenrekord
Der aktuelle Streckenrekord (Stand 04/2019) beträgt 45 Stunden 2 Minuten und 45 Sekunden, aufgestellt mit einer Class 40 (Gästeklasse 2010) Aljaz Jadek – Pierre Aeschlimann / www.boxx-ocean-racing.com / Olympic Izola (BOXX Ocean Racing).
In den regulären Einheitsklassen beträgt der Rekord 51 Stunden 51 Minuten und 58 Sekunden und wurde von Peter Stefaner und Crew im Jahr 2015 mit der SY Las Palmas (Bavaria 42match) ersegelt.

## Erfolgreichste Teilnehmer

### Skipper
- Martin Hartl: 3 mal Erster (2010, 2011 und 2012 / jeweils Bavaria 42match)
- Christian Fuczik: 3 mal Erster (2013, 2016 und 2019 / 2× Bavaria 42match, 1× Bavaria 41s)
- Christian Pfann: 2 mal Erster (2013 und 2015 / jeweils Bavaria 40CS)
- Peter Stefaner: 2 mal Erster (2015 / B42m und 2017 / B41s)

### Crew
- Peter Steinkogler (versch. Teams): 4 mal Erster (2010, 2011, 2012, 2015)
- Marco Bolterauer (Team Lost Boys): 3 mal Erster (2013, 2016 und 2019)
- Matthias Rohm (Team Lost Boys): 3 mal Erster (2013, 2016 und 2019)
- Christoph Schasching (versch. Teams): 3 mal Erster (2011, 2012, 2018)

## Zahlen und Fakten zum RPC 2008 bis 2019
- 2213 Teilnehmer insgesamt
- 1017 Teilnehmer verschiedene
- 46 % der Teilnehmer waren mehrmals dabei
- 3 Teilnehmer segelten bisher Alle 12 RPCs: Gaëtan d´Harambure (NSA), Ernst Glanz (NSA), Ronnie Zeiller (NSA)
- 23 Einheitsklassen + 2 Gästeklassen (Class 40 2010 und Seascape 29 2016)
- 3 Zwei-Hand Teilnahmen: Martin Hartl/Harald Wolf (2014, 2015) und Bernd Nawrata/Birgit Freese (2018)